# Powiat Elbing
Powiat Elbing (niem. Landkreis Elbing, Kreis Elbing; pol. powiat elbląski) – dawny powiat na terenie Prus istniejący od 1818 do 1945. Należał na początku do rejencji gdańskiej, w prowincji Prusy Zachodnie, później do rejencji zachodniopruskiej w prowincji Prusy Wschodnie. Siedzibą powiatu było miasto Elbing. Teren powiatu leży obecnie w województwie warmińsko-mazurskim.

## Historia
Powiat powstał 1 lipca 1818 r. Od 3 grudnia 1829 do 1878 należał do prowincji Prusy. 1 stycznia 1874 z powiatu wystąpiło miasto Elbing i stało się powiatem miejskim (Stadtkreis). 1 kwietnia 1913 gminy Klein Röbern, Klein Teichhof, Pangritz-Kolonie, Stolzenmorgen, Strauchmühle, Thumberg, Wansau i Wittenfelde przyłączono do miasta Elbing. 10 stycznia 1920 po ustaleniach traktatu wersalskiego z terenów powiatu leżących na zachód od Nogatu, utworzono Wolne Miasto Gdańsk. Powiat tym samym stracił 25% powierzchni a liczba ludności spadła o 23%. 28 listopada w tym samym roku powiat wraz z niewielkim fragmentem powiatu Danziger Niederung (wschodnia część Mierzei Wiślanej) włączono do prowincji Prusy Wschodnie, rejencji zachodniopruskiej. 24 grudnia 1920 miejscowości Pröbbernau, Zeyerniederkampen i Nogathaffkampen z Wolnego Miasta Gdańsk zostały ponownie włączone do powiatu. 26 listopada 1939 powiat włączono do rejencji gdańskiej w okręgu Gdańsk-Prusy Zachodnie. 
1 stycznia 1945 na terenie powiatu znajdowało się jedno miasto:
- Tolkemit (Tolkmicko)

oraz 68 innych gmin.